# 柳街镇
柳街镇，是中华人民共和国四川省成都市都江堰市曾经下辖的一个镇。2019年12月，撤销柳街镇，将其所属行政区域划归石羊镇管辖。

## 行政区划
柳街镇撤销前下辖以下地区：
御柳社区、顺江社区、民安社区村、水月社区村、鹤鸣社区村、清凉社区村、战洪社区村、集祥社区村、红雄社区村、柳顺社区村、同乐社区村、双凤社区村、五一社区村、金龙社区村和七里社区村。